# Miss A
Le miss A (미쓰에이?, Misseu E-iLR, abbreviazione di "Miss Asia") sono state un girl group sudcoreano, formatosi a Seul nel 2010 e scioltosi nel 2017.
Hanno ottenuto un immediato successo con la loro canzone di debutto Bad Girl, Good Girl, a cui hanno fatto seguito altre hit come Touch (2012) e I Don't Need A Man (2013). Il loro ultimo album, Colors, è uscito nel 2015.

## Storia

### Formazione
Originariamente le miss A erano un quintetto, controparte cinese delle Wonder Girls, ed erano note con il nome di JYP Sisters. Fei e Jia, future componenti della formazione definitiva, furono selezionate nel 2007 da JYP China e si trasferirono in Corea del Sud per diventare delle idol. Prima del debutto la formazione subì dei cambiamenti, tra cui l'uscita di Lim, passata alle Wonder Girls, perciò a marzo 2010 la loro agenzia decise di unire Fei e Jia alla quindicenne Suzy. Le tre ragazze, ora con il nome di "miss A", cominciarono a promuovere in Cina firmando un contratto con Samsung China e pubblicando la canzone Love Again per il Samsung Beat Festival. Ad aprile entrò nel gruppo la cantante solista Lee Min-young con il nome d'arte Min.

### 2010-2011: debutto e primo album

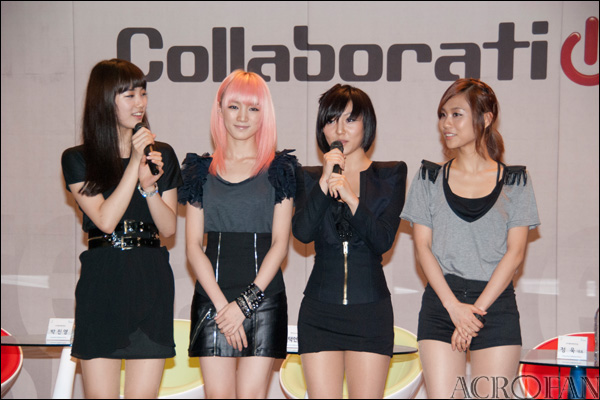
Le miss A nel 2010. Da sinistra: Suzy, Jia, Min e Fei.

Il 23 giugno 2010 la JYP Entertainment annunciò che avrebbero debuttato a inizio luglio sotto la nuova etichetta AQ Entertainment. Il 1º luglio uscì quindi il video musicale del brano Bad Girl Good Girl, tratto dal primo singolo Bad but Good, pubblicato lo stesso giorno. Il pezzo raggiunse la vetta delle classifiche in tempo reale di Melon e Cyworld, e permise al gruppo di vincere i premi per Canzone dell'anno e Miglior nuovo artista dell'anno agli Mnet Asian Music Award 2010, un traguardo inedito per degli esordienti. Si aggiudicò anche il riconoscimento di Miglior canzone dance & elettronica ai Korean Music Award, e nel 2023 venne inserita da Rolling Stone alla posizione 41 nella lista delle 100 canzoni pop coreane migliori di tutti i tempi. Il 27 settembre uscì il secondo singolo Step Up, promosso dalla canzone Breathe. A fine anno parteciparono a Team Play, il primo concerto della JYP Nation, il collettivo formato dagli artisti della loro casa discografica.
Nel maggio 2011 pubblicarono il singolo Love Alone, che fu usato come canzone promozionale per lo show sul ghiaccio di Kim Yuna, e lo interpretarono durante la cerimonia di apertura dell'All That Skate Spring 2011. Il 18 luglio uscì il primo album A Class, promosso dall'inedito Good-bye Baby, che conseguì un all-kill sulle classifiche sudcoreane in tempo reale. Ad agosto si esibirono al concerto della JYP Nation a Saitama.

### 2012-2013: nuovi EP eHush
Il 20 febbraio 2012 uscì l'EP Touch, anticipato, il giorno precedente, dal videoclip dell'omonima canzone, che occupò i vertici delle classifiche giornaliere di musica digitale in Corea e in Cina, e si classificò seconda sulla Gaon Chart, così come l'album. A marzo tennero il loro primo concerto solista e comparvero nel ruolo di se stesse nel quindicesimo episodio di Dream High 2, mentre a luglio si unirono a 2PM, 4Minute, MBLAQ, Dal Shabet, Sistar, ZE:A, Nine Muses e B1A4 per realizzare, in collaborazione con Samsung Electronics, il brano Win the Day per i Giochi della XXX Olimpiade. Il 15 ottobre uscì il loro secondo EP, Independent Women Part III, promosso dalla canzone I Don't Need a Man.

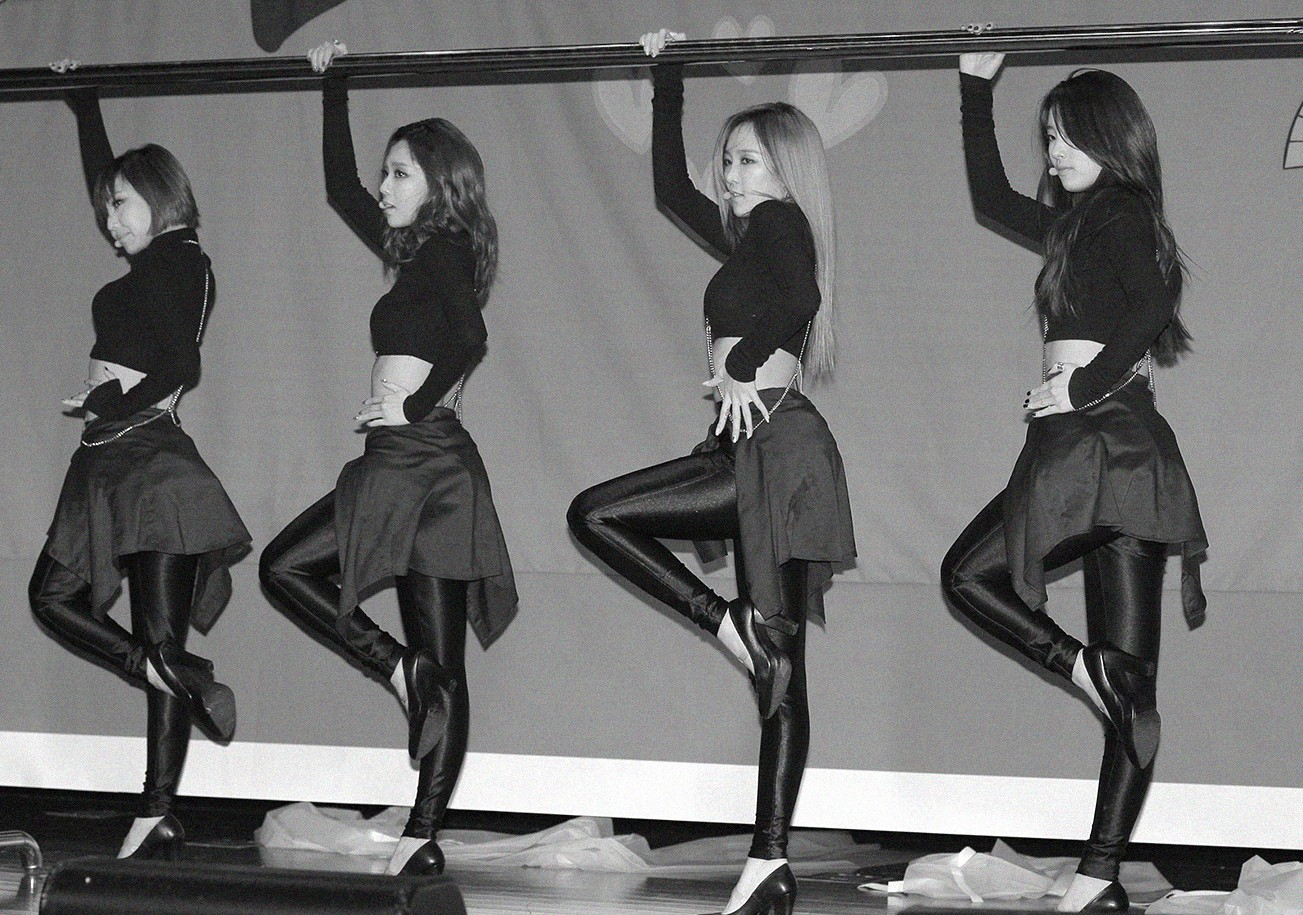
Le miss A mentre eseguono Hush nel 2013

Un anno dopo, il 6 novembre 2013, uscì il loro secondo album, Hush, insieme al videoclip del brano omonimo, scritto e prodotto dal duo E-Tribe anziché dal loro AD Park Jin-young, autore delle loro canzoni precedenti. Hush segnò l'apice del successo del gruppo, grazie all'insolita coreografia che prevedeva l'uso di un appendiabiti.

### 2014-2017: concerti in Asia,Colorse scioglimento
Il 25 gennaio 2014 iniziarono il loro primo tour da soliste, il miss A Fans Party Asia Tour, all'AsiaWorld-Expo di Hong Kong; fecero poi tappa a Pechino il 12 aprile. Dal 9 agosto al 7 settembre parteciparono al tour di concerti One Mic della JYP Nation a Seul, Hong Kong e Tokyo.
Il 27 gennaio 2015 venne confermato che le miss A stavano preparando un nuovo album dopo aver svolto attività soliste per un anno e mezzo. Il loro terzo EP Colors uscì il 30 marzo, trainato dal brano Only You, una produzione dai ritmi hip hop e trap che raggiunse la vetta di otto classifiche sudcoreane di musica digitale in tempo reale. Cominciarono a promuoverlo live il 2 aprile, partecipando anche a un proprio reality show su Naver Starcast, Real miss A.
Il 20 maggio 2016, Jia uscì dalla JYP Entertainment e dal gruppo in seguito alla scadenza del suo contratto, mentre fu annunciato che Fei, Min e Suzy si sarebbero momentaneamente dedicate alle loro carriere soliste. Il 9 novembre 2017, anche Min lasciò le miss A alla scadenza del contratto, e il 26 dicembre fu annunciato lo scioglimento del gruppo.

## Formazione
- Fei (페이?, 菲?) – voce (2010-2017)
- Jia (지아?, 佳?) – rap, voce (2010-2016)
- Min (민?) – voce (2010-2017)
- Suzy (수지?) – voce (2010-2017)

## Discografia

### Album in studio
- 2011 – A Class
- 2013 – Hush

### Album live
- 2014 – JYP Nation Korea 2014 One Mic

### EP
- 2012 – Touch
- 2012 – Independent Women Part III
- 2015 – Colors

### Singoli
- 2010 – Bad but Good
- 2010 – Step Up
- 2011 – Love Alone

## Videografia
- 2010 – Love Again (versione cinese)
- 2010 – Love Again (versione coreana)
- 2010 – Bad Girl Good Girl
- 2010 – Breathe
- 2010 – Breathe (versione dance)
- 2011 – Love Alone
- 2011 – Good-bye Baby
- 2011 – Good-bye Baby (versione cinese)
- 2012 – Touch
- 2012 – Touch (versione cinese)
- 2012 – I Don't Need A Man
- 2012 – I Don't Need A Man (versione cinese)
- 2013 – Hush
- 2013 – Hush (versione cinese)
- 2015 – Only You

## Riconoscimenti
- Asia Song Festival
  - 2011 – Miglior nuovo artista asiatico[42]
- China CETV Asia Teen Star Ceremony
  - 2011 – Premio miglior esordiente[43]
- Cyworld Digital Music Award
  - 2010 – Esordiente del mese (luglio) per Bad Girl Good Girl[44]
  - 2010 – Canzone del mese (luglio) per Bad Girl Good Girl[44]
- Gaon Chart K-pop Award
  - 2013 – Canzone del mese (novembre) per Hush[45]
  - 2015 – Canzone del mese (aprile) per Only You[46]
  - 2015 – Candidatura Cantante popolare dell'anno[47]
- Golden Disc Award
  - 2010 – Bonsang (musica digitale) per Bad Girl Good Girl[48]
  - 2010 – Candidatura Premio esordienti[49]
  - 2011 – Bonsang (musica digitale) per Good-bye Baby[48]
  - 2011 – Candidatura Bonsang (musica fisica) per A Class[50]
  - 2011 – Candidatura Daesang (musica digitale) per Good-bye Baby[50]
  - 2012 – Bonsang (musica digitale) per Touch[48]
  - 2012 – Candidatura Daesang (musica digitale) per Touch[51]
  - 2013 – Candidatura Bonsang (musica fisica) per Hush[52]
  - 2015 – Candidatura Bonsang (musica digitale) per Only You[53]
- KOMCA Music Award
  - 2011 – Premio ballo per Bad Girl Good Girl[54]
- Korean Music Award
  - 2011 – Miglior canzone dance & elettronica per Bad Girl Good Girl[11]
  - 2011 – Candidatura Canzone dell'anno per Bad Girl Good Girl[55]
- Melon Music Award
  - 2010 – Premio stella della musica MBC Plus[56]
  - 2015 – Candidatura Top 10 degli artisti (Bonsang)[57]
- Mnet 20's Choice Award
  - 2012 – Candidatura 20's Trendy Music per Touch[58]
- Mnet Asian Music Award
  - 2010 – Canzone dell'anno per Bad Girl Good Girl[59]
  - 2010 – Miglior esibizione di ballo – Gruppo femminile per Bad Girl Good Girl[59]
  - 2010 – Miglior nuovo artista femminile[59]
  - 2011 – Miglior esibizione di ballo – Gruppo femminile per Good-bye Baby[60]
  - 2012 – Candidatura Canzone dell'anno per Touch[61]
  - 2012 – Candidatura Miglior esibizione di ballo – Gruppo femminile per Touch[62]
  - 2014 – Candidatura Canzone dell'anno per Hush[63]
  - 2014 – Candidatura Miglior esibizione di ballo – Gruppo femminile per Hush[64]
  - 2015 – Candidatura Artista dell'anno[65]
  - 2015 – Candidatura Miglior gruppo femminile[65]
- Philippine K-Pop Award
  - 2011 – Candidatura Artista/gruppo femminile dell'anno[66]
- Seoul Music Award
  - 2010 – Bonsang per Bad Girl Good Girl[67]
  - 2010 – Bonsang per Good-bye Baby[68]
  - 2012 – Bonsang per I Don't Need A Man[69]
  - 2015 – Candidatura Bonsang per Colors[70]
  - 2010 – Candidatura Premio popolarità[70]
- Singapore Entertainment Award
  - 2012 – Candidatura Artista coreano più popolare[71]